# Peter Jackson
Peter Jackson (31 d'octubre de 1961, Nova Zelanda) és un director de cinema neozelandès, guanyador de tres premis Oscar i un Globus d'Or. Jackson és reconegut mundialment gràcies a les seves adaptacions de l'univers de J. R. R. Tolkien (El Senyor dels Anells i El Hobbit) al món cinematogràfic (sobretot per la primera). Gaudeix d'una estrella al Passeig de la Fama de Hollywood i va ser declarat membre de l'Orde del Mèrit de Nova Zelanda. Actualment, està casat amb la seva companya de treball Fran Walsh amb qui té dos fills, Billy i Katie.

## Els inicis de la seva carrera
Va rebre com a regal una càmera de súper 8. Aquest fet (aleshores ja era molt aficionat a la fotografia), va despertar-li l'obsessió per rodar curtmetratges amb els seus amics. Des d'un bon inici, Jackson va posar molt d'èmfasi al treball tècnic dels efectes especials de les seves produccions, que habitualment parlaven sobre temes sanguinolents. Mai va cursar cap tipus d'estudis relacionats amb el cinema, és més, quan tenia 16 anys va deixar l'escola per posar-se a treballar en un diari local (Wellington Evening Post). Estalviava el que guanyava per a després així poder-ho invertir en material cinematogràfic, i gràcies a això va poder comprar una "16 mm".
Amb 22 anys, va decidir rodar la seva pròpia pel·lícula amateur, que va trigar quatre anys a acabar, Bad Taste (1987), sobre una hilarant invasió extraterrestre plena d'humor macabre i molta sang. Un amic d'ell va aconseguir que el film visités el Festival de Canes aconseguint alguns guardons, gràcies a aquest fet, el film va arribar a altres països.

## Grans pel·lícules
La seva primera pel·lícula professional va ser Braindead - Clínicament morta (1992), que va significar la seva carta de presentació per a films posteriors com Criatures Celestials o bé The Frighteners. La seva afició per J. R. R. Tolkien el va dur a treballar durant anys la creació de la trilogia de El senyor dels anells (2001-2003), que s'estrenarien al nostre país doblades en català, així com la seva nova versió del film King Kong (2005). Ambdós projectes van significar una fita per la indústria cinematogràfica i la concepció dels efectes especials, així com, a nivell nacional, van marcar pel fet d'haver-se doblat en català amb un nivell de qualitat immillorable.

## Influències i característiques
Com s'ha dit anteriorment, des que era molt jove, Jackson va sentir-se atret pel món audiovisual; però el factor determinant perquè volgués treballar en el món del cinema va ser la visualització del film King Kong (de 1933) dirigit per Merian C. Cooper i Ernest B. Schoedsack, pels quals va afirmar que sentia una gran admiració.
Quan va decidir que volia dedicar-se al cinema no s'imaginava com a director (fins i tot, admet que en aquells moments desconeixia la tasca que exerceix un director), sinó com a creador d'efectes visuals inspirat pels treballs del pioner dels efectes visuals Ray Harryhausen. En algunes entrevistes que li han fet al llarg de la seva carrera Jackson s'ha etiquetat com un fan més dels films de grans directors com Steven Spielberg o Martin Scorsese (s'identifica com una persona bastant normal a qui li agrada el bon cinema).
Ell destaca pel seu macabre sentit de l'humor, reflectit a les seves primeres obres, com per exemple Meet the Feebles (1989). També és conegut per ser un director que es preocupa pels detalls i molt perfeccionista durant els rodatges (com va demostrar en la trilogia de El Senyor dels Anells) gravant cada escena repetides vegades, amb el seu clàssic "one more for luck" (una més per si hi ha sort), i des de diversos angles, la qual cosa li dona més opcions a l'hora d'editar el film. Conseqüentment, el rodatge d'una sola escena pot allargar-se diversos dies.
Entre altres dels seus trets més característics cal destacar la seva amabilitat, la seva rialla contagiosa (així com afirmen molts dels qui han treballat amb ell), i manies com anar descalç per dins el plató o portar un sofà a qualsevol lloc on vagi (segurament per sentir-se com a casa durant el rodatge). Així mateix, Jackson és un director molt afí a les noves tecnologies sobretot en el tema dels efectes visuals i, igual que altres directors (com per exemple Hitchcock), apareix en tots els seus films (cameos). Finalment, l'últim tret a destacar del director neozelandès, és que sempre ha estat un director "de casa", és a dir, que ha tingut preferència per produir els seus films al seu país d'origen (Nova Zelanda).

## Doblatge en català
Aquests doblatges van poder-se veure en català als cinemes, però són impossibles de recuperar fàcilment: De La Germandat de l'Anell només hi ha una versió a la venda en VHS que duu per portada el títol mal traduït de La Comunitat de l'Anell (a la seqüència dels crèdits ja surt correctament), mentre que el DVD de Les dues torres en català sí que va sortir a la venda però ara és pràcticament impossible de trobar.
Ni El retorn del Rei ni King Kong es poden trobar en cap format domèstic en català, ja que mai no es van editar. Que no hi hagi previsió d'editar-les ni en l'edició simple o en una de col·leccionista és una trista realitat. I tota una paradoxa, sobretot en el cas de El Senyor dels Anells, tenint en compte l'abast de la versió literària en català de l'obra i, sobretot, que els arguments d'aquests films giren entorn la llibertat dels pobles i el respecte per les seves diferenciacions lingüístiques i culturals.

## Filmografia anterior al segle XXI
Durant els seus primers anys, Jackson tracta amb molta freqüència (sobretot als inicis) la temàtica gore (l'anomenat cinema splatter), que inclou violència, l'excés de sang, etc. En primer lloc (1987), hauríem d'anomenar el seu primer film. Bad Taste (Mal Gust) és un film de ciència-ficció - terror que tracta d'una invasió alienígena de la ciutat de Kaihoro (Nova Zelanda); és un llargmetratge de baix pressupost en el qual els actors són els amics de Jackson (ell també hi actua). El film va ser presentat al Festival de Cine de Cannes i, posteriorment, venut a dotze països diferents. En segon lloc (1989), Jackson produeix Meet the Feebles, una comèdia d'humor negre protagonitzada per titelles amb forma de diferents animals que satiritzen la part més negativa de l'ésser humà. En tercer lloc (1992), Clínicament morta (Braindead), un film gore que oscil·la entre la comèdia i el terror. Braindead narra la història d'un jove (Lionel) la mare del qual es torna un zombie, ell ho intenta solucionar cuidant-la i amagant-la, però aquesta acaba infectant altres persones. En quart lloc, cal destacar el film de 1994 Heavenly Creatures (Criatures Celestials).Aquest drama, basat en fets reals, va ser nominat als Oscar i premiada al Festival Internacional de Cine de Venècia; el qual suposà, un augment bastant notable de la fama del director a nivell internacional. També fa falta recalcar el fals documental Forgotten Silver (1995),fet en commemoració del centenari del cinema i traduït com a La vertadera història del cinema que relata la suposada (fictícia) vida del cineasta neozelandès Colin McKenzie. En darrer lloc, The Frighteners (1996) va ser la primera producció de Jackson dins el món de Hollywood (financiada per Universal Pictures) i en la qual va retrobar-se amb la temàtica de la comèdia i el terror. Aquest film va ser generalment ben acollit per la crítica, però no va triomfar a la taquilla.

## Filmografia a partir del segle XXI
- El Senyor dels Anells: La Germandat de l'Anell (2001)
- El Senyor dels Anells: Les Dues Torres (2002)
- El Senyor dels Anells: El Retorn del Rei (2003)
- King Kong (2005)
- The Lovely Bones (2009)
- El Hòbbit: un viatge inesperat (2012)
- The Hobbit: The Desolation of Smaug (2013)
- The Hobbit: The Battle of the Five Armies (2014)

## Cameos
- El Senyor dels Anells: La Germandat de l'Anell (2001): és un dels ciutadans de Bree, el podem veure quan els quatre hòbbits entren a la ciutat.
- El Senyor dels Anells: Les Dues Torres (2002): apareix com a guerrer de Rohan a la Gorja de Helm.
- El Senyor dels Anells: El Retorn del Rei (2003): és un dels corsaris en els vaixells negres que intercepten Aragorn, Legolas i Gimli.
- King Kong (2005): artiller d'un dels biplans que ataquen a Kong a Nova York.
- The Lovely Bones (2009): el podem veure com a client en una tenda, mirant una càmera.
- El Hòbbit: un viatge inesperat (2012): és un dels nans que fugen d'Erèbor.
- The Hobbit: The Desolation of Smaug (2013): torna a aparèixer en la ciutat de Bree

## Premis i nominacions
| Year | Award                                                      | Category                                     | Title                                           | Result    |
| ---- | ---------------------------------------------------------- | -------------------------------------------- | ----------------------------------------------- | --------- |
| 1995 | Oscars                                                     | Millor guió original                         | Criatures Celestials                            | Nominat   |
| 2002 | Oscars                                                     | Millor pel·lícula                            | El Senyor dels Anells: La Germandat de l'Anell  | Nominat   |
| 2002 | Oscars                                                     | Millor director                              | El Senyor dels Anells: La Germandat de l'Anell  | Nominat   |
| 2002 | Oscars                                                     | Millor guió adaptat                          | El Senyor dels Anells: La Germandat de l'Anell  | Nominat   |
| 2003 | Oscars                                                     | Millor pel·lícula                            | El Senyor dels Anells: Les dues torres          | Nominat   |
| 2004 | Oscars                                                     | Millor pel·lícula                            | El Senyor dels Anells: El retorn del rei        | Guanyador |
| 2004 | Oscars                                                     | Millor director                              | El Senyor dels Anells: El retorn del rei        | Guanyador |
| 2004 | Oscars                                                     | Millor guió adaptat                          | El Senyor dels Anells: El retorn del rei        | Guanyador |
| 2010 | Oscars                                                     | Millor pel·lícula                            | Districte 9                                     | Nominat   |
| 2002 | Australian Film Institute Awards                           | Millor pel·lícula estrangera                 | El Senyor dels Anells: La Germandat de l'Anell  | Guanyador |
| 2003 | Australian Film Institute Awards                           | Millor pel·lícula estrangera                 | El Senyor dels Anells: Les dues torres          | Guanyador |
| 2004 | Australian Film Institute Awards                           | Millor pel·lícula estrangera                 | El Senyor dels Anells: El retorn del rei        | Guanyador |
| 2002 | Premis BAFTA                                               | Millor pel·lícula                            | El Senyor dels Anells: La Germandat de l'Anell  | Guanyador |
| 2002 | Premis BAFTA                                               | Millor director                              | El Senyor dels Anells: La Germandat de l'Anell  | Guanyador |
| 2002 | Premis BAFTA                                               | Millor guió adaptat                          | El Senyor dels Anells: La Germandat de l'Anell  | Nominat   |
| 2003 | Premis BAFTA                                               | Millor pel·lícula                            | El Senyor dels Anells: Les dues torres          | Nominat   |
| 2003 | Premis BAFTA                                               | Millor director                              | El Senyor dels Anells: Les dues torres          | Nominat   |
| 2004 | Premis BAFTA                                               | Millor pel·lícula                            | El Senyor dels Anells: El Retorn del Rei        | Guanyador |
| 2004 | Premis BAFTA                                               | Millor director                              | El Senyor dels Anells: El Retorn del Rei        | Nominat   |
| 2004 | Premis BAFTA                                               | Millor guió adaptat                          | El Senyor dels Anells: El Retorn del Rei        | Guanyador |
| 2002 | Associació de Crítics de Retransmissions Cinematogràfiques | Millor director                              | El Senyor dels Anells: La Germandat de l'Anell  | Nominat   |
| 2004 | Associació de Crítics de Retransmissions Cinematogràfiques | Millor director                              | El Senyor dels Anells: El Retorn del Rei        | Guanyador |
| 2006 | Associació de Crítics de Retransmissions Cinematogràfiques | Millor director                              | King Kong                                       | Nominat   |
| 2002 | Premis del Sindictat de Directors                          | Millor director                              | El Senyor dels Anells: La Germandat de l'Anell  | Nominat   |
| 2003 | Premis del Sindictat de Directors                          | Millor director                              | El Senyor dels Anells: Les dues torres          | Nominat   |
| 2004 | Premis del Sindictat de Directors                          | Millor director                              | El Senyor dels Anells: El Retorn del Rei        | Guanyador |
| 2002 | Globus d'or                                                | Millor director                              | El Senyor dels Anells: La Germandat de l'Anell  | Nominat   |
| 2003 | Globus d'or                                                | Millor director                              | El Senyor dels Anells: Les dues torres          | Nominat   |
| 2004 | Globus d'or                                                | Millor director                              | El Senyor dels Anells: El Retorn del Rei        | Guanyador |
| 2006 | Globus d'or                                                | Millor director                              | King Kong                                       | Nominat   |
| 2002 | Premis del Sindicat de Productors                          | Millor producció d'un llargmetratge          | El Senyor dels Anells: La Germandat de l'Anell  | Nominat   |
| 2003 | Premis del Sindicat de Productors                          | Millor producció d'un llargmetratge          | El Senyor dels Anells: Les dues torres          | Nominat   |
| 2004 | Premis del Sindicat de Productors                          | Millor producció d'un llargmetratge          | El Senyor dels Anells: El Retorn del Rei        | Guanyador |
| 2010 | Premis del Sindicat de Productors                          | Millor producció d'un llargmetratge          | Districte 9                                     | Nominat   |
| 2011 | Premis del Sindicat de Productors                          | Millor producció d'una pel·lícula d'animació | Les aventures de Tintín: El secret de l'Unicorn | Guanyador |
| 1997 | Premis Saturn                                              | Millor director                              | The Frighteners                                 | Nominat   |
| 1997 | Premis Saturn                                              | Millor guió                                  | The Frighteners                                 | Nominat   |
| 2002 | Premis Saturn                                              | Millor director                              | El Senyor dels Anells: La Germandat de l'Anell  | Guanyador |
| 2002 | Premis Saturn                                              | Millor guió                                  | El Senyor dels Anells: La Germandat de l'Anell  | Nominat   |
| 2003 | Premis Saturn                                              | Millor director                              | El Senyor dels Anells: Les dues torres          | Nominat   |
| 2003 | Premis Saturn                                              | Millor guió                                  | El Senyor dels Anells: Les dues torres          | Nominat   |
| 2004 | Premis Saturn                                              | Millor director                              | El Senyor dels Anells: El Retorn del Rei        | Guanyador |
| 2004 | Premis Saturn                                              | Millor guió                                  | El Senyor dels Anells: El Retorn del Rei        | Guanyador |
| 2006 | Premis Saturn                                              | Millor director                              | King Kong                                       | Guanyador |
| 2006 | Premis Saturn                                              | Millor guió                                  | King Kong                                       | Nominat   |
| 2013 | Premis Saturn                                              | Millor director                              | El Hòbbit: un viatge inesperat                  | Nominat   |
| 2014 | Premis Saturn                                              | Millor director                              | The Hobbit: The Desolation of Smaug             | Nominat   |
| 2014 | Premis Saturn                                              | Millor guió                                  | The Hobbit: The Desolation of Smaug             | Nominat   |
| 2015 | Premis Saturn                                              | Millor guió                                  | The Hobbit: The Battle of the Five Armies       | Nominat   |
| 1995 | Premis del Sindicat de Guionistes d'Amèrica                | Millor guió original                         | Criatures Celestials                            | Nominat   |
| 2002 | Premis del Sindicat de Guionistes d'Amèrica                | Millor guió adaptat                          | El Senyor dels Anells: La Germandat de l'Anell  | Nominat   |
| 2004 | Premis del Sindicat de Guionistes d'Amèrica                | Millor guió adaptat                          | El Senyor dels Anells: El Retorn del Rei        | Nominat   |